# Tercera Sección
Tercera Sección är en ort i Mexiko.   Den ligger i kommunen San Martín Huamelúlpam och delstaten Oaxaca, i den sydöstra delen av landet, 280 km sydost om huvudstaden Mexico City. Tercera Sección ligger 2 181 meter över havet och antalet invånare är 190.
Terrängen runt Tercera Sección är lite kuperad. Runt Tercera Sección är det ganska glesbefolkat, med 24 invånare per kvadratkilometer. Närmaste större samhälle är Heroica Ciudad de Tlaxiaco, 16,5 km söder om Tercera Sección. Trakten runt Tercera Sección består i huvudsak av gräsmarker.